# Giuliano di Roma
Giuliano di Roma – miejscowość i gmina we Włoszech, w regionie Lacjum, w prowincji Frosinone.
Według danych na rok 2004 gminę zamieszkiwało 2216 osób, 67,2 os./km².
W miejscowości Giuliano di Roma urodziła się bł. Maria Katarzyna Troiani (1813-1887) franciszkanka.